# Prat-Bonrepaux
Prat-Bonrepaux é uma comuna da França, localizada no departamento de Ariège na região de Occitânia.